# Мяркине (Шальчининкский район)
Мяркине (лит. Merkinė, устар. рус. — Павлово, Меречь) — деревня в Шальчининкском районе Литвы. Сейчас население деревни составляет 43 человек, однако перед войной там жило вдвое больше.
До 1939 года деревня входила в состав Польши, но затем была присоединена к Литве.

## История

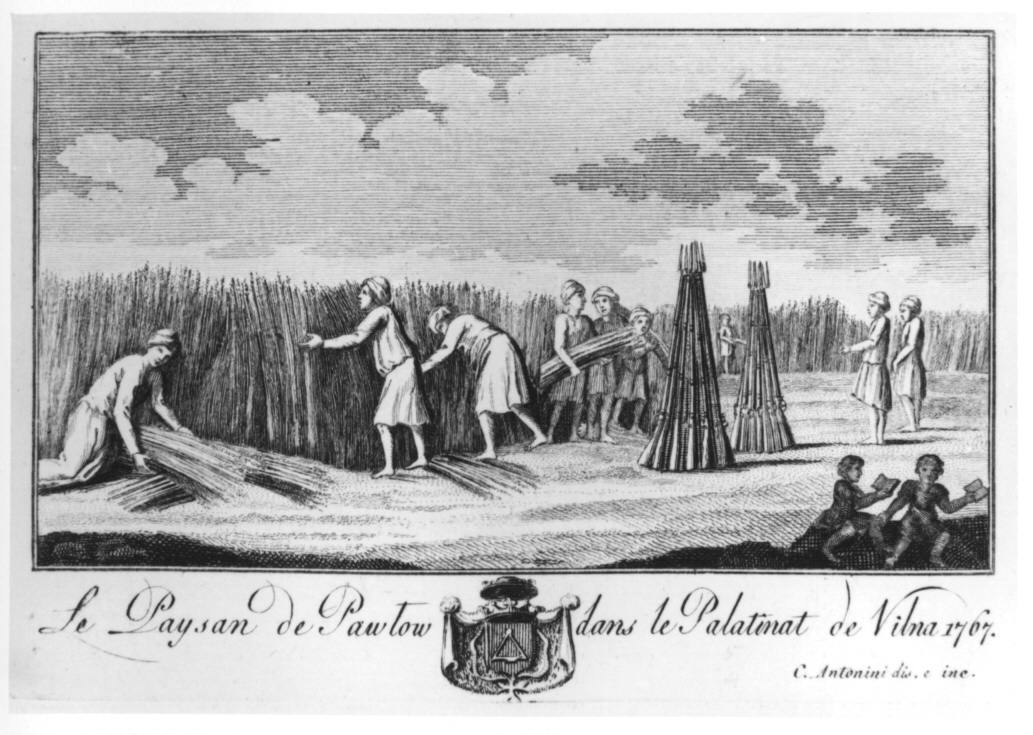
Павловские крестьяне, гравюра, 1767

В 1767 году Павел Ксаверий Бжостовский приобрёл имение Мереч, которое в честь себя назвал Павлово. Новый владелец, бывший сторонником идей Просвещения, провёл широкие реформы, направленные на улучшение жизни крестьян. В 1769 году с их согласия Бжостовский издал Статут, согласно которому крестьянам предоставлялась личная свобода и право покинуть имение при условии выплаты долгов и нахождения себе замены. Крестьяне были разделены на четыре категории: пеняжники, бояре, тяглые и ектники. Первые три получили крупные хозяйства, за которые несли соответственно денежную, денежно-отработочную и отработочную повинности. В 1786 году практически вся фольварочная (панская) земля была разделена между крестьянами, при этом отработочная повинность была заменена денежной (чиншем). В результате передела земли была ликвидирована чересполосица. Крестьяне получили право безвозмездно пользоваться Меречской пущей, распоряжаться собственным имуществом (в том числе частично землёй), а также заниматься ремеслом и торговлей.